# Dibranchus
Dibranchus is een geslacht van straalvinnige vissen uit de familie van vleermuisvissen (Ogcocephalidae). Het geslacht is voor het eerst wetenschappelijk beschreven in 1876 door Peters.

## Soorten
- Dibranchus accinctus Bradbury, 1999
- Dibranchus atlanticus Peters, 1876
- Dibranchus cracens Bradbury, McCosker & Long, 1999
- Dibranchus discors Bradbury, McCosker & Long, 1999
- Dibranchus erinaceus (Garman, 1899)
- Dibranchus hystrix Garman, 1899
- Dibranchus japonicus Amaoka & Toyoshima, 1981
- Dibranchus nasutus (Cuvier, 1829)
- Dibranchus nudivomer (Garman, 1899)
- Dibranchus sparsus (Garman, 1899)
- Dibranchus spinosus (Garman, 1899)
- Dibranchus spongiosa (Gilbert, 1890)
- Dibranchus tremendus Bradbury, 1999
- Dibranchus velutinus Bradbury, 1999